# جان تراسی
جان تراسی (انگلیسی: John Treacy؛ زادهٔ ۴ ژوئن ۱۹۵۷) دونده ماراتن، و دونده دو استقامت اهل جمهوری ایرلند است.